# Iput II
Sobre el río en Bielorrusia y Rusia véase Río Iput. Para la reina de inicios de la VI dinastía, esposa de Unis, véase Iput.
Iput fue una reina del Antiguo Egipto consorte de la Sexta dinastía, hermana y esposa de Pepi II.

## Títulos
Sus títulos Hija del Rey (z.t-nỉswt), e Hija mayor del Rey (z.t-nỉswt-šms.t) muestran que Iput II era hija de un faraón (Pepi I). El título Princesa Hereditaria (ỉrỉỉ.t-pˁt) la identifica como dama noble.
Como reina consorte tuvo los títulos siguientes: Esposa del Rey (ḥm.t-nỉswt ), La Esposa del Rey, su amada (ḥm.t-nỉswt mrỉỉ.t=f), La Esposa Amada del Rey Neferkare-men-ankh (ḥm.t-nỉswt mrỉỉ.t=f nfr-k3-rˁ-mn-ˁnḫ), La Amada Esposa del Rey Neferkare-men-ankh-Neferkare (ḥm.t-nỉswt mrỉỉ.t=f nfr-k3-rˁ-mn-ˁnḫ-nfr-k3-rˁ), y La que ve a Horus y Seth (m33.t-ḥrw-stš).

## Entierro

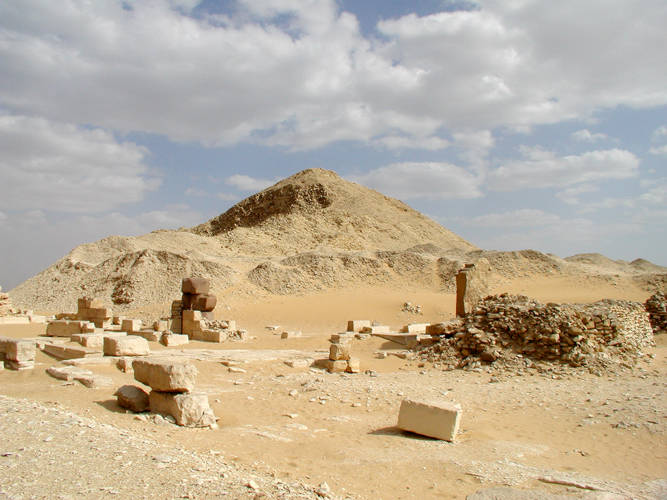
Pirámide de Pepi II con las pirámides más pequeñas para las reinas Neith, Iput II y Udjebten.

El complejo piramidal de Iput constaba de una pirámide y un pequeño templo funerario. El templo fue construido en forma de L. Fue enterrada cerca de Pepi II en Saqqara y su tumba contiene una versión de los Textos de las Pirámides.
En uno de los almacenes del templo funerario los excavadores descubrieron el sarcófago de granito de la reina Ankhesenpepi IV, otra esposa de Pepi II. No está claro si Ankhesenpepi IV fue originalmente enterrada en el complejo funerario de Iput II, o si originalmente fue enterrada en otro lugar y reenterrada aquí durante el Primer Periodo Intermedio.
El sarcófago de Ankhesenpepi está inscrito con un interesante texto histórico que arroja luz sobre la historia del inicio de la VI dinastía. El texto inscrito en el sarcófago ha sido muy difícil de descifrar pero al menos traducciones parciales han sido posibles. Del texto está ahora claro que Userkara reinó cuatro años, pero la práctica de la damnatio memorie más tarde llevó a que su nombre fuera borrado de los registros oficiales.